# Franco Giuseppucci
Franco Giuseppucci, conosciuto anche con i soprannomi di Er Negro e Er Fornaretto (Roma, 3 marzo 1947 – Roma, 13 settembre 1980), è stato un criminale italiano, primo boss - oltreché uno dei suoi membri fondatori - dell'organizzazione criminale romana passata alle cronache come la Banda della Magliana, tra le più potenti e pericolose d'Italia tra la fine degli anni settanta ed i primi anni novanta.

## Biografia

### Le origini e le prime imprese criminali
Nacque a Roma, nel quartiere popolare di Trastevere, nel 1947. Nel novembre 1954 nasce il fratello Augusto. Adolescente, inizia a lavorare presso il forno di famiglia aiutando il padre, da cui eredita il soprannome di Er Fornaretto (che, col passare del tempo, verrà soppiantato da quello di Er Negro, affibbiatogli dai propri compagni della mala per via della sua carnagione piuttosto scura) ma non la passione per quel lavoro che per lui è insoddisfacente poiché molto impegnativo e ben poco remunerativo. Fisico massiccio, si vocifera che nel febbraio del 1975 abbia avuto un figlio da una ragazza della banda, che non riconosce; subito dopo si sposa con Patrizia, una ragazza da cui nel 1978 avrà un figlio.
Abbandonato dopo alcuni anni il forno paterno, trova un posto come buttafuori in una sala corse di Ostia dove inizia a fare le prime conoscenze nell'ambiente della mala romana e a intraprendere la carriera criminale con una batteria di rapinatori del Trullo. Noto soprattutto nell’underground romano, specie nei locali dove si esibivano cantanti borderline, tratto identificativo di quegli anni, una frusta di cuoio. Già durante i primi reati si fa riconoscere per la sua dote di leadership, una personalità con grande carisma nell'ambiente malavitoso e per la sua intraprendenza. La sua prima denuncia risale al 1974 per detenzione e porto illegale di una pistola.
In quegli anni, nella zona dell'Alberone si riunivano varie batterie di rapinatori, provenienti anche da Testaccio, che spesso e volentieri affidavano tramite una ragazza le loro armi a Giuseppucci, il quale le custodiva all'interno di una sua roulotte parcheggiata al Gianicolo. Quando la polizia scopre la cosa, Giuseppucci viene arrestato ma, giocando sul fatto che la roulotte avesse un vetro rotto e quindi senza la prova giudiziale della consapevolezza da parte del proprietario che nel mezzo fossero nascoste delle armi, er Negro se la cava con solo qualche mese di detenzione.

### L'ideazione della "Banda della Magliana" e l'affermazione
Qualche tempo dopo la sua scarcerazione, Giuseppucci subisce il furto di un maggiolino Volkswagen a bordo del quale si trova un borsone di armi affidatogli da Enrico De Pedis. Dopo accurate ricerche, Giuseppucci viene a sapere che le armi, incautamente sottratte da Giovanni Tigani (detto Paperino), sono finite nelle mani di Emilio Castelletti, rapinatore che all'epoca operava in una batteria del quartiere San Paolo capeggiata da Maurizio Abbatino, a cui er Negro si rivolge per reclamarne la restituzione.
(Interrogatorio di Maurizio Abbatino del 13 dicembre 1992)
Dall'incontro tra i due, insieme anche al De Pedis, nasce quindi l'idea di unire le forze in campo per trasformare la semplice "batteria" in una vera e propria "banda" per il controllo della criminalità romana e che, da lì a poco, verrà conosciuta come la Banda della Magliana.
Il primo crimine della Banda avviene il 7 novembre 1977, su proposta di Giuseppucci, ed è il sequestro del duca Massimiliano Grazioli Lante della Rovere che però, per l'inesperienza nel campo, non riescono a gestire al meglio e devono chiedere aiuto ad un altro gruppo criminale, una piccola banda di Montespaccato. Il sequestro finirà nel sangue: uno dei ragazzi di Montespaccato si fa vedere in faccia dal duca che per questo, infatti, verrà ucciso. Giuseppucci e compagni riescono comunque ad incassare il riscatto di due miliardi da reinvestire (invece che dividere tra i componenti) in nuove attività criminali.
Il 27 luglio 1978 la Banda uccide Franco Nicolini, detto Franchino er criminale, all'epoca padrone assoluto di tutte le scommesse clandestine dell'ippodromo di Tor di Valle e le cui attività illegali avevano suscitato l'interesse della nascente Banda; Giuseppucci però aspetta all'interno dell'ippodromo per costruirsi un alibi. L'eliminazione di Nicolini è un passo da gigante per la Banda che, da ora in poi, ha via libera per poter gestire una gigantesca fonte di guadagno. La decisione di ucciderlo era stata presa anche in virtù del beneplacito, ottenuto dal capo della Nuova Camorra Organizzata, Raffaele Cutolo, il quale, appena evaso dall'ospedale psichiatrico di Aversa, in primavera aveva organizzato un incontro con Nicolino Selis allo scopo di trovare, tra i rispettivi gruppi, una strategia compatibile con gli obiettivi di entrambi, nominando così Selis suo luogotenente nella piazza romana; all'incontro in un albergo di Fiuggi parteciparono Giuseppucci, Abbatino e Colafigli e questo segna un momento decisivo nella storia della Banda che, tra le sue varie attività, ha modo di attivare un canale preferenziale con i camorristi per la fornitura delle sostanze stupefacenti da distribuire poi nella capitale. 
In quei giorni lo Stato incaricava i Servizi Segreti di trattare con Raffaele Cutolo, attraverso Vincenzo Casillo, quale intermediario per giungere alla prigione di Aldo Moro. Il boss attiva Nicolino Selis e di conseguenza la Banda per trovare il covo che si scoprirà essere nella zona dove abitano diversi membri del gruppo. Anni dopo Abbatino e Renzo Danesi racconteranno di un incontro tra Giuseppucci e l'onorevole Flaminio Piccoli. Neanche l'intervento della Banda sarà risolutivo dato che il presidente della DC verrà ucciso dalle Brigate Rosse. Nella vicenda risultava però coinvolto il falsario Tony Chichiarelli, presentato da Danilo Abbruciati a Giuseppucci.
(Rivelazioni di Maurizio Abbatino)
L'ascesa degli uomini della Magliana avviene in modo molto rapido e in poco tempo, dalle semplici rapine, le attività criminali della stessa si spostano verso reati più redditizi legati ai sequestri di persona, al controllo del gioco d'azzardo e delle scommesse ippiche, ai colpi ai caveau e soprattutto al traffico di sostanze stupefacenti. I proventi - oltre ad assicurare un adeguato livello di corruzione di periti, avvocati, personale sanitario e anche di alcuni esponenti delle forze dell'ordine - verranno divisi sempre in parti uguali.
Dalle degradate periferie romane Giuseppucci e compagni, che arrivano dunque a dividersi i quartieri della città con una rigida compartimentazione, allacciano canali preferenziali con le altre organizzazioni criminose dell'epoca come Cosa nostra, la Camorra e il terrorismo nero.
Frequentando i locali del bar Fermi o quelli del bar di via Avicenna (entrambi nella zona di Ponte Marconi), dove spesso si ritrovano anche molti dei componenti della stessa Banda, nell'estate del 1978 Massimo Carminati, membro dell'organizzazione terroristica d'estrema destra dei Nuclei Armati Rivoluzionari (NAR) entra ben presto in contatto con i boss Abbruciati e Franco Giuseppucci che lo prendono da subito sotto la loro ala protettiva. A loro, Carminati inizia ad affidare i proventi delle rapine di autofinanziamento effettuate con i NAR, in modo da poterli riciclare in altre attività illecite quali l'usura o lo spaccio di droga. Giuseppucci, secondo Abbatino, dava al fascista "uno stipendio da un milione e mezzo al mese per ogni dieci milioni versati, più la restituzione dell’intera somma capitalizzata". In regime di reciproco scambio di favori, la Banda, di tanto in tanto commissiona ai giovani fascisti anche di eliminare alcune persone poco gradite, come nel caso del tabaccaio romano Teodoro Pugliese, ucciso nell'aprile del 1980 da Carminati (assieme ad Alessandro Alibrandi e a Claudio Bracci) perché d'intralcio nel traffico di stupefacenti gestito da Giuseppucci. Durante questo periodo la Banda e Carminati controlleranno il deposito di armi nascosto negli scantinati del Ministero della sanità, all'EUR.
Nel febbraio del 1979 una retata notturna porta in carcere, con l’accusa di sequestro di persona e riciclaggio, 29 persone tra cui Abbatino, Giuseppucci, Toscano, Mastropietro, Danesi e D’Ortenzi ma tutti nel giro di poco vengono rimessi in libertà; solo con il pentimento di Abbatino si arriverà a una svolta per l’omicidio Grazioli.
In estate Carminati assieme ad altri militanti neri si attiva per la liberazione di Paolo Aleandri, un giovane neofascista orbitante nella galassia dei NAR a cui Giuseppucci aveva affidato in custodia un borsone pieno di armi mai riconsegnate che, utilizzate da vari esponenti della destra eversiva, erano andate disperse.
Parte del bottino della rapina del novembre 1979 alla filiale della Chase Manhattan Bank di piazzale Marconi all'EUR, consistente in traveller cheques, viene affidato per essere riciclato da Carminati e Alibrandi a Giuseppucci che nel gennaio del 1980, nell'organizzare l'operazione di ripulitura, viene poi arrestato con l'accusa di ricettazione insieme a Maurizio Abbatino e Giorgio Paradisi. Giuseppucci torna in libertà in estate dopo la morte del giudice Mario Amato, ucciso dai NAR.

### L'agguato e la morte

Articolo dell'omicidio di Franco Giuseppucci sul Messaggero del 14 settembre 1980

Giuseppucci, che fu uno dei fondatori e degli esponenti di punta nella fase d'esordio della Banda, fu anche il primo a cadere, assassinato in un agguato davanti al bar Castelletti di piazza San Cosimato, nel rione di Trastevere, il 13 settembre del 1980, dopo una serata passata a giocare d'azzardo assieme al fratello Augusto; venne ucciso infatti con un colpo d'arma da fuoco esploso dalla pistola di Fernando Proietti (arrestato poco dopo) accompagnato dal fratello Maurizio, esponenti del clan rivale dei pesciaroli che, dopo la morte di Franco Nicolini - con cui da decenni avevano goduto d'un certo rapporto privilegiato in seno agli affari del sottobosco criminale capitolino a lui afferenti -, s'erano ritrovati di colpo privati di tutti i loro introiti dai traffici illeciti della zona di Tor di Valle, oltreché con la loro sfera d'influenza sempre più ridimensionata dall'ascesa inarrestabile della Banda.
Raggiunto da una pallottola nel fianco appena salito sulla sua Renault 4, er Negro mette in moto la vettura e riesce ad arrivare fino all'Ospedale Nuovo Regina Margherita, crollando poi fra le braccia degli infermieri e morendo mentre i medici stavano intervenendo. Venne tumulato il 16 settembre nel cimitero del Verano, in un colombario.

## Le conseguenze dell'omicidio
La morte del Negro è un pretesto per scatenare una guerra di rappresaglia contro i pesciaroli (con gravissime perdite riportate da parte del Clan Proietti compresi Fernando e Maurizio) la quale segna però anche un forte momento di aggregazione della Banda.
Secondo quanto il pentito Maurizio Abbatino ebbe a dichiarare in merito alla sua morte nelle sue confessioni, Giuseppucci sapeva fin troppe cose sugli omicidi di Mino Pecorelli e Aldo Moro e venne ucciso, guardacaso proprio ad un mese dalla tragica strage di Bologna, per mano dei Proietti che, sempre a suo dire, non avrebbero mai tentato il suo omicidio – per quanto disperati potessero essere – se non su richiesta espressa di qualcuno. Inoltre, è convinto che il suo vecchio amico non sia morto per la ferita riportata - che ritiene non tanto grave - nel corso dell'agguato, ma che invece all'ospedale stesso qualcuno possa aver agito per ucciderlo con discrezione e senza destare attenzioni.

## Nella cultura di massa
La figura di Franco Giuseppucci ha ispirato il personaggio del Libanese (detto anche Libano od anche, quando la Banda comincia ad espandersi per tutta la capitale, l'Ottavo Re di Roma e che porta il cognome dei rivali responsabili della sua morte, ossia i Proietti), uno dei protagonisti del libro Romanzo criminale scritto nel 2002 da Giancarlo De Cataldo e riferito alle vicende realmente avvenute della Banda della Magliana. 
Nell'omonimo film che ne verrà poi tratto, diretto da Michele Placido nel 2005, il personaggio del Libanese fu interpretato dall'attore Pierfrancesco Favino, mentre nella serie televisiva, diretta da Stefano Sollima, i suoi panni furono vestiti da Francesco Montanari.
Nel film, l'omicidio del Libanese avviene in un'altra piazza trasteverina, Piazza Santa Maria in Trastevere, mentre nello sceneggiato viene ucciso sotto casa della madre, in zona Magliana.
Francesco Sarcina, ne Le Vibrazioni, ha scritto e interpretato appositamente per la seconda stagione della serie televisiva il brano musicale Libanese il Re, incluso nelle compilation Romanzo criminale - Il CD.